# 桜 (蟹江町)
桜（さくら）は、愛知県蟹江町の地名。

## 地理

### 交通
- 愛知県道139号須成七宝稲沢線

### 施設
- ヨシヅヤ JR蟹江駅前店
- 藤丸第一公園
- 藤丸第二公園
- なかよし公園
- 名探柳瀬公園

## 歴史

### 沿革
- 2022年（令和4年）1月8日 - 海部郡蟹江町大字今字八歩田面の一部が桜二丁目に編入され、大字須成（字南五本田・字乗田・字藤丸・字打越・字下惣作・字南刎畑・字下真菰ケ坪）および大字今（字マコマ坪・字早稲田）の各一部が桜三丁目、大字須成（字東市之坪・字上神鳥目・字北刎畑西ノ切・字北刎畑東ノ切・字上真菰ケ坪・字上ノ庄・字柳ケ瀬北ノ切・字柳ケ瀬南ノ切）の一部が桜四丁目となる[WEB 3]。

### 人口の変遷
国勢調査による人口および世帯数の推移。
| 2020年（令和2年） | 562世帯 1381人 |  |

### WEB
1. 1 2  総務省統計局 (2022年2月10日). “令和2年国勢調査の調査結果(e-Stat) - 男女別人口，外国人人口及び世帯数－町丁・字等” (CSV). 2023年8月2日閲覧。
2. ↑  “愛知県海部郡蟹江町の町丁・字一覧”.   人口統計ラボ. 2024年4月25日閲覧。
3. 1 2  蟹江町政策推進課 (2022年6月13日). “大字須成の一部及び大字今の一部の町名地番変更について”.   蟹江町. 2025年3月31日閲覧。
4. ↑  “市外局番の一覧” (PDF).   総務省 (2022年3月1日). 2022年3月22日閲覧。
5. ↑  “ナンバープレートについて”.   一般社団法人愛知県自動車会議所. 2024年1月21日閲覧。